# Селин, Юрьё
А́рмас Ю́рьё Се́лин (фин. Armas Yrjö Selin; 24 ноября 1894, Ваза, Великое княжество Финляндское — 19 января 1965, Хельсинки, Финляндия) — финский виолончелист, профессор.

## Биография
В 1914 году окончил гиманазию.
С 1915 по 1916 год обучался игре на виолончели в Гельсингфорсском музыкальном институте у Оссиана Фострёма, а позднее, с 1919 по 1921 год, в Париже у Андре Эккинга и в 1925 году у Пабло Казальса.

## Музыкальная карьера
С 1914 по 1915 год играл в оркестре города Вазы, а с 1915 по 1916 год — в Гельсингфорском оркестре. С 1916 по 1918 год в качестве виолончелиста играл в Абосском филормоническом оркестре. В 1919 году дал первый сольный концерт.
С 1922 по 1934 год преподавал и занимался концертной деятельностью в Норвегии.
В 1935 году вернулся в качестве солиста в Хельсинкский филармонический оркестр и начал преподавать в Академии имени Сибелиуса, где в 1943 году удостоен звания профессора.
Среди его учеников были: Пентти Раутаваара, Артто Гранрут, Тауно Корхонен, Илмари Хаапалайнен, Унто Куннас, норвежец Рольф Стёрсет. Значительных успехов в области виолончельного мастерства добились его ученики: Харри Сикстрём, Арно Ниеминен, Вили Пуллинен, Эско Валста, Эркки Раутио, Ээва-Лийса Хирвонен, Сеппо Лааманен, Варпу Сиуконен и Арто Норас.

## Семья
- Отец — Юхан Давил Селин (Johan David Selin), сборщик налогов.
- Мать — Ханна Сесилия Каннел (Hanna Cecilia Cannel).
- Брат — Ээро Селин[фин.] (1893—1960), скрипач и дирижёр.
- Первая жена — Генриетта Альми (Henriette Almlie, †1955).
- Вторая жена — Сиири Пиетиляйнен (Siiri Pietiläinen), в браке с 1956 года.